# 中央大学ラクーンズ
中央大学学友会体育連盟アメリカンフットボール部（ちゅうおうだいがくがくゆうかいたいいくれんめいアメリカンフットボールぶ）は、中央大学学友会に所属する中央大学のアメリカンフットボールチームである。愛称は、中央大学ラクーンズ（英語: Chuo Raccoons）。関東学生アメリカンフットボール連盟所属。現在、一部リーグTOP8（上位ブロック）に所属している。チームカラーはブルー（藍色）とレッド。

## 概要
1967年創部。

## 歴史
2018年6月に開催されるアメリカンフットボール大学世界選手権には3名のメンバーが選出された。
2021年シーズンは関東大学TOP8で日本大学フェニックスを破るなど、3位でシーズンを終えた。